# آنا آبرو
آنا آبرو (بالفنلندية: Anna Abreu)‏ هي مغنية فنلندية، ولدت في 7 فبراير 1990 في فانتا في فنلندا.

## وصلات خارجية
- الموقع الرسمي
- آنا آبرو على موقع IMDb (الإنجليزية)
- آنا آبرو على موقع ميوزك برينز (الإنجليزية)
- آنا آبرو على موقع ميوزك برينز (الإنجليزية)
- آنا آبرو على موقع أول ميوزيك (الإنجليزية)
- آنا آبرو على موقع أول ميوزيك (الإنجليزية)
- آنا آبرو على موقع ديسكوغز (الإنجليزية)
- آنا آبرو على موقع قاعدة بيانات الفيلم (الإنجليزية)